# Distretti della Norvegia

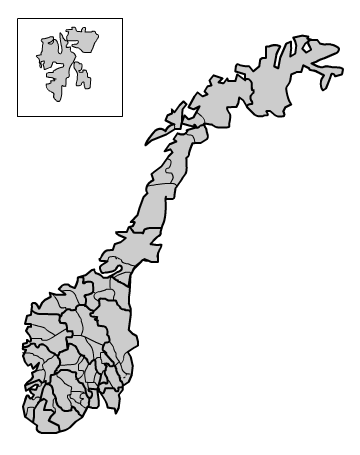
Distretti della Norvegia.

I  distretti della Norvegia solo in parte coincidono con le attuali divisioni amministrative delle contee e dei comuni.
Non ve ne è un numero fisso in quanto la suddivisione avviene talvolta su base soggettiva.
I distretti sono definiti da delimitazioni geografiche come valli, catene montuose, fiordi, pianure o coste, oppure sulla base della lingua e della cultura.
Molti distretti hanno radici storiche profonde, spesso erano piccoli regni fino all'inizio dell'epoca vichinga.

## Identità regionale
Sono molti i norvegesi che si identificano più con il distretto nel quale vivono o dal quale provengono che con l'unità amministrativa formale sotto la cui giurisdizione ricadono.
Anche i dialetti e l'omogeneità regionale della cultura popolare tendono a corrispondere ai distretti tradizionali, nonostante qualsiasi divisione amministrativa da parte delle autorità.
Ciò è dovuto al fatto che i distretti, a causa dei loro forti confini geografici, storicamente delineavano la regione all'interno della quale ci si poteva spostare agevolmente, senza spendere troppo tempo e denaro (a piedi o con gli sci, con carri o slitte trainate da cavalli o buoi, slitte trainate da cani o piccole barche a remi o a vela).
Un esempio concreto della tendenza norvegese ad identificarsi con il distretto può essere visto nei molti costumi regionali, chiamati bunad, strettamente legati ai vari distretti di tutto il paese.
Comunemente, anche gli abitanti delle città rivendicano con orgoglio le loro origini rurali indossando il costume della loro regione d'origine nelle occasioni cerimoniali come i matrimoni, le visite di membri della famiglia reale e il Giorno della Costituzione (17 maggio).

## Lista di distretti tradizionali
Il seguente elenco non è esaustivo e contiene parziali sovrapposizioni.
Nord-Norge / Nord-Noreg (Norvegia del Nord)
- Helgeland
- Lofoten
- Ofoten
- Salten
- Vesterålen

Vedi anche Finnmark, Hålogaland e Troms.
Sørlandet (Norvegia meridionale)
- Agder
- Kristiansand
- Lister
- Setesdal

 Trøndelag 
- Fosen o Fosna
- Gauldalen
- Innherred o Innherad
- Namdalen
- Orkdalen
- Stjørdalen

 Vestlandet (Norvegia dell'Ovest) 
- Dalane
- Hardanger
- Haugalandet
- Jæren
- Midhordland

- Nordfjord
- Nordhordland
- Nordmøre
- Romsdal
- Ryfylke

- Sogn
- Sunnfjord
- Sunnhordland
- Sunnmøre
- Voss

Østlandet / Austlandet (Norvegia dell'Est)
- Eiker
- Follo
- Grenland
- Gudbrandsdalen
- Hadeland
- Hallingdal
- Hedmarken
- Land

- Midt-Telemark
- Numedal
- Odalen
- Ringerike
- Romerike
- Solør
- Toten

- Valdres
- Vestfold
- Vest-Telemark
- Vinger
- Østerdalen
- Østfold
- Øst-Telemark

Vedi anche Glåmdal e Vingulmark.